# 金齿
金齿，傣族古族名，衍变为地名，现今与雲南省保山等地部分重叠。
金齿初见于唐代文献，与黑齿、银齿、绣脚、绣面等民族共举，为傣族先民，以其人以金镂片裹齿得名。拉施德丁在《史集》中作‎，即波斯语“金牙齿”的意思。据《马可·波罗行纪》记载，其民用金作套如齿形，套于上下齿，男子如此，妇人则无。明朝以后，傣族已不见有此习俗。
金齿则衍变为地名，通常指以金齿人为多的云南西南部地区，主要包括今云南省德宏傣族景颇族自治州及保山、临沧等地区的一部分。元世祖中统二年（1261）曾设金齿安抚司。明太祖洪武十八年（1385）设置金齿卫指挥使司于永昌，永昌遂亦有金齿的称号。